# Barend Britz
Pour les articles homonymes, voir Britz.
Pas d'image ? Cliquez ici

a Compétitions nationales et continentales officielles uniquement.

Barend Britz, né le 14 décembre 1954 à Warmbad (Afrique du Sud) et mort après une agression le 6 décembre 2018 à Perpignan (France), est un joueur sud-africain et français de rugby à XV occupant le poste de deuxième ligne.

## Biographie
Issu d'une famille modeste (son père est cheminot), Barend Britz commence le rugby à XV à l'âge de six ans à Pretoria. Exerçant la profession de policier, il est muté à Johannesbourg où il travaille comme chef de la défense civile de Tokoza, proche de la ville d'Alberton.
En 1981, jouant pour l'équipe du Northern Transvaal, il remporte la Currie Cup cette année-là.
En 1984, il arrive en France pour jouer à l'USA Perpignan jusqu'en fin d'année 1985.
De retour en Afrique du Sud, il joue avec le Alberton Rugby Club et est régulièrement sélectionné avec l'équipe du Transvaal.
Après son premier séjour en France, Barend Britz revient en 1990 dans le club catalan avec lequel il remporte le Challenge Yves du Manoir en 1994 et où il joue jusqu'en 1996,. En 1995, il est naturalisé français.
En parallèle, il s'occupe d'un bar à Perpignan, appelé le Bar and Britz.
Victime d'une agression dans son établissement le soir du 6 décembre 2018, il meurt dans la nuit des suites de ses blessures,. L'assassin Fabrice Alric est interné en tant qu'irresponsable de ses actes.

## Palmarès
- Vainqueur de la Currie Cup en 1981 avec le Northern Transvaal.
- Vainqueur du Challenge Yves du Manoir en 1994 avec l'USA Perpignan.